# アル・マディーナ級フリゲート
| アル・マディーナ級フリゲート | アル・マディーナ級フリゲート                              | アル・マディーナ級フリゲート |
| ---------------------------- | --------------------------------------------------------- | ---------------------------- |
|                              |                                                           |                              |
| 艦級概観                     |                                                           |                              |
| 艦種                         | フリゲート                                                | フリゲート                   |
| 艦名                         | サウジアラビアの都市                                      | サウジアラビアの都市         |
| 前級                         | バドル級 (コルベット)                                     | バドル級 (コルベット)        |
| 次級                         | アル・リヤド級                                            | アル・リヤド級               |
| 性能諸元                     |                                                           |                              |
| 排水量                       | 基準：2,000トン                                           | 基準：2,000トン              |
| 排水量                       | 満載：2,610トン                                           |                              |
| 全長                         | 115.0 m                                                   | 115.0 m                      |
| 水線幅                       | 12.50 m                                                   | 12.50 m                      |
| 吃水                         | 4.65 m                                                    | 4.65 m                       |
| 機関                         | CODAD方式                                                 | CODAD方式                    |
| 機関                         | SEMT ピルスティク16 PA6 BTCディーゼルエンジン (8,125 bhp) | 4基                          |
| 機関                         | 可変ピッチ・プロペラ                                      | 2軸                          |
| 速力                         | 最大 30ノット                                             | 最大 30ノット                |
| 航続距離                     | 8,000海里 (15kt巡航時)                                    | 8,000海里 (15kt巡航時)       |
| 乗員                         | 士官15名＋下士官兵164名                                   | 士官15名＋下士官兵164名      |
| 兵装                         | 55口径100mm単装速射砲                                     | 1基                          |
| 兵装                         | 70口径40mm連装機銃                                        | 2基                          |
| 兵装                         | クロタル短SAM 8連装発射機                                 | 1基                          |
| 兵装                         | オトマートMk.2 SSM 4連装発射機                            | 2基                          |
| 兵装                         | 533mm連装魚雷発射管                                       | 2基                          |
| 艦載機                       | AS.365汎用ヘリコプター                                    | 1機                          |
| C4I                          | TAVITAC戦術情報処理装置                                   | TAVITAC戦術情報処理装置      |
| レーダー                     | シータイガー 対空捜索用                                   | 1基                          |
| レーダー                     | DRBC-32E SAM射撃指揮用                                    | 1基                          |
| レーダー                     | カストールIIC 砲射撃指揮用                                | 1基                          |
| レーダー                     | デッカTM-1226 航法用                                      | 2基                          |
| ソナー                       | ディオドン 艦底装備式                                     | 1基                          |
| ソナー                       | ソレル 可変深度式                                         | 1基                          |
| 電子戦                       | DR-4000S 電波探知装置                                     | DR-4000S 電波探知装置        |
| 電子戦                       | テレゴンVI 方向探知機                                     |                              |
| 電子戦                       | ジャネット 電波妨害装置                                   |                              |
| 電子戦                       | DAGAIEデコイ発射機                                        | 2基                          |

アル・マディーナ級フリゲート（アラビア語: الفرقاطات من الفئة المدينة、英: Al Madinah-class frigate）は、サウジアラビア海軍が運用するフリゲートの艦級。F-2000S型とも称される。

## 来歴
1980年10月、サワリ計画（Sawari program）にもとづいて4隻が発注された。この計画にもとづき、サウジアラビア海軍に対する装備供給元は、アメリカ合衆国からフランスへと移行することになった。ネームシップは1981年10月15日にDCNロリアン工廠で起工された。
なお、1994年には、ムエット計画のもとでフランスに対して全面的な近代化改修が発注された。ネームシップは1995年より改修に入り、以後、2000年までに4隻全艦が改修を完了した。

## 設計
船型は、平甲板型を基本として艦尾に切り欠きをもつ長船首楼型が採用された。抗堪性確保のため船体は13個の水密区画に区分されており、NBC防護にも配慮したシタデル構造が導入されている。また船体安定化のため、隠顕式のフィンスタビライザーも備えている。なお、のちの改修の際にNBC防護はさらに強化された。
主機関としては、V型16気筒の高速ディーゼルエンジンであるSEMT ピルスティク16PA6 280V BTCを4基搭載して、CODAD方式で2軸の可変ピッチ・プロペラを駆動している。また電源としては、出力480キロワットのディーゼル主発電機を4基、320キロワットのディーゼル予備発電機を2基搭載する。

## 装備

### C4ISR
戦闘システムの中核となる戦術情報処理装置としてはTAVITACが採用された。これは以前はヴェガ-IIIと呼ばれていたもので、本級搭載のものでは、15M 125F型電子計算機2基を中心として、テクスタン・ヴィスタ型コンソール6基とE7000戦術状況表示盤2基が配置されている。またリンクWによる戦術データ・リンクにも対応する。
メインセンサーとなるシータイガー対空・対水上捜索レーダーは、艦橋構造物後方のマスト中段に配置された。これはフランス海軍でDRBV-15として制式化されたものの輸出型であり、動作周波数はSバンド、RCS 2㎡の目標を110 km (59 nmi)で探知することができた。またソナーとしては、ディオドンを艦底装備式に、その可変深度ソナー版であるソレルを艦尾甲板に装備した。これらは同型の送振機を用いており、いずれも12キロヘルツ級の中周波ソナーである。

### 武器システム
主砲としては、55口径100mm単装速射砲（100mmコンパクト砲Mk.2）を艦橋直前に備えている。またこれを補完する中口径機銃として、70口径40mm連装機銃（コンパット・フォーティー）が煙突両脇の01レベルに1基ずつ備えられている。射撃指揮装置としては、艦橋上にカストールIIC主砲射撃指揮レーダーが備えられているほか、光学方位盤として、コントラヴェス社製LSEOS Mk.IIを1基、マトラ社製ナジールを2基備えている。
個艦防空ミサイルとして、射撃指揮レーダーと一体化したクロタルEDIRの8連装発射機がハンガー上に配置された。ミサイルは26発を搭載する。
また艦対艦ミサイルとしては、オトマートMk.2を4連装発射機に収容して中部甲板に2基備えているが、このオトマートはERATO（Extended-Range Automated Targeting）能力に対応しており、ヘリコプターによる中間指令誘導を受けることができる。これに対応して、サウジアラビア海軍では機首に大型のアグリオン15型レーダーを備えたAS.365汎用ヘリコプターを導入しており、これは本級の艦載機としても用いられる。なおヘリコプター甲板にはSAMAHE着艦拘束・機体移送装置が装備されている。

## 同型艦
| #   | 艦名                            | 起工       | 就役       |
| --- | ------------------------------- | ---------- | ---------- |
| 702 | アル・マディーナ HMS Al Madinah | 1981年10月 | 1985年1月  |
| 704 | フフーフ HMS Hofouf             | 1982年6月  | 1985年10月 |
| 706 | アブハー HMS Abha               | 1982年12月 | 1986年4月  |
| 708 | ターイフ HMS Taif               | 1983年3月  | 1986年8月  |

## 艦歴
2017年1月30日、イエメン西岸の紅海で哨戒中だった「アル・マディーナ」はフーシ派による攻撃を受けた。艦尾への命中により爆発と火災が発生し、乗員2名が死亡、3名が負傷した。フーシ派側は対艦ミサイルによる攻撃と主張し、サウジアラビア側は自爆艇による攻撃と発表している。